# Bellicismo
Viene definita bellicismo l'ideologia sociopolitica favorevole all'uso della guerra come mezzo di risoluzione delle crisi internazionali. È la dottrina contraria al pacifismo, ovvero il rifiuto della guerra e all'antimilitarismo, ovvero l'opposizione verso ogni istituzione militare.
Talvolta, il bellicismo è associato con caratteri sciovinisti e imperialisti, ma questa ideologia non è da confondere col militarismo, la dottrina che pone la capacità militare come fondamento della società e sostiene l'utilizzo dell'esercito per questioni sociali e politiche (ad esempio la militarizzazione).
La locuzione è spesso usata per definire una politica estera aggressiva e/o favorevole all'entrata in guerra per la risoluzione di crisi globali.